# Економіка Йорданії
Економіка Йорданії є однією з найслабших на Близькому Сході, з дуже обмеженими природними ресурсами (особливо відчувається нестача води та енергоносіїв — нафти і вугілля), що зумовлює сильну залежність від міжнародної допомоги. Інші економічні проблеми включають хронічні високі показники бідності, безробіття, інфляцію та великий дефіцит бюджету.
Період з 1970-х по 1980-ті роки, час нафтового буму, Йорданія отримувала обширну допомогу від арабських держав і зростання її валового національного продукту становив близько 10 % щорічно. Після 1980-х років почалося скорочення міжнародної допомоги і зростання ВНП сповільнилося до 2 % на рік.
У серпні 1990 р. почалася криза в Перській затоці, серйозно погіршиви економічне становище Йорданії. Уряд припинив переговори з МВФ і призупинив виплату боргів. Наступні події (блокада Іраку, війна в затоці) призвели до масового напливу біженців, уповільнення росту ВВП, перевитрати бюджету. Підйом економіки Йорданії почався в 1992 р. 1989 йорданський уряд пішов на переговори з МВФ із метою реструктуризації боргів країни та зменшення дефіциту бюджету. Після 1999 року уряд країни впровадив значні економічні реформи, як-от відкриття торгового режиму, приватизація державних компаній та усунення деяких паливних субсидій, які в останнє десятиліття стимулювали економічне зростання за рахунок залучення іноземних інвестицій і створення робочих місць. Глобальний економічний спад і регіональні потрясіння привели до зниження темпів зростання ВВП Йорданії. У 2011 і 2012 роках, уряд схвалив два пакети економічних допомоги і рахунок додаткових бюджетних коштів, призначених для поліпшення умов життя для середніх і бідних класів.
Йорданія імпортує нафту, обладнання, товари народного споживання, продовольство. За рахунок цього виникає торговий дефіцит, що частково покривається за рахунок іноземних кредитів і позик.
Переваги: великий обсяг експорту фосфатів. Наявність робочої сили. Порт Акаба — особлива економічна зона.
Слабкі сторони: залежність від імпорту енергоносіїв. Імпорт перевищує експорт. Безробіття (у 2011 р. 29,9 %), посилене припливом біженців із Кувейту під час війни в Перській затоці. Неможливість розвивати сільське господарство. Політична нестабільність у регіоні завдає шкоди туризму.

## Природні ресурси

### Фосфати
Родовища фосфоритів на півдні країни зробили Йорданію одним із найбільших виробників і експортерів цього мінералу у світі. Фосфорити були вперше виявлені в 1935 році в фосфоритоносному басейні Ер-Русейфа. Фосфоритні родовища є основним природним ресурсом Йорданії і одним з основних джерел валютних надходжень від експорту. За різними оцінками, ймовірні запаси варіюються від 1,5 млрд до 2,5 млрд тонн. З 1986 року обсяг продажів фосфатів досяг 185 млн дол США, що склало 25 відсотків експортних надходжень і 10 відсотків світового ринку.
Йорданія є третім у світі експортером після Марокко і США, виробляючи 8 млн тонн на рік і контролює 5 % світового ринку. Фосфорит є також основною сировиною для місцевої промисловості, що виробляє добрива. Основні родовища фосфориту знаходяться в Ель-Хасі, на середині дороги між Амманом і портом Акаба. Видобуток фосфориту ведеться також на північному заході від Аммана.

### Калійна сіль

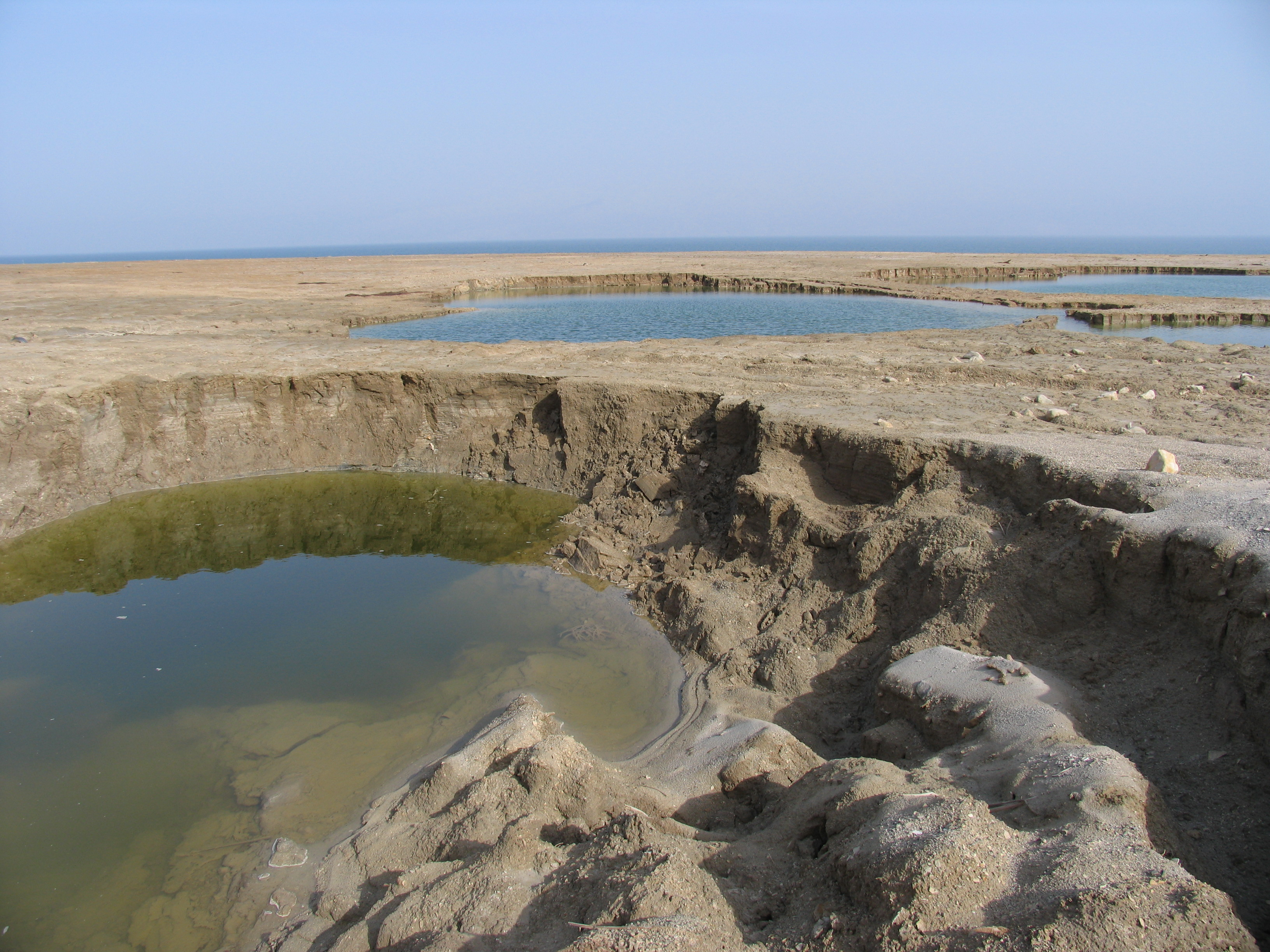
Сіль на мінеральному пляжі

Калійна є важливим компонентом гірничодобувного сектора Йорданії. Калійна сіль видобувається з вод Мертвого моря і є найнижчою за собівартістю в світі, частково тому, що використовується сонячне випаровування. Країна входить до десятки світових лідерів за видобутком калійної солі. У 2011 році було видобуто 1380 тонн, у 2012-му — 1400. Запаси оцінюють у 40 000 тонн.

### Вода
Дослідження доводять, що Йорданія ризикує зазнати швидкого опустелення. Вона отримує мало дощів — 90 % країни отримують менше 200 мм за рік. Зникнення лісів, ерозія ґрунту, неправильне землекористування і культивація, кліматичні зміни і посуха, швидка урбанізація — усе це призводить до посилення опустелення. Проект, що фінансується із фондів програми НАТО «Наука заради миру і безпеки» (SPS), спрямований на розв'язання цих проблем. Науковці проводять дослідження в басейні річки Ярмук, на території 1400 квадратних кілометрів у регіоні Бадія. Більша частина території перебуває в небезпеці, бо високі темпи втрати ґрунту внаслідок впливу вітру і води можуть призвести до опустелення.
Найсерйознішою екологічною проблемою, з якою Йорданія стикається сьогодні, є брак води. Високий рівень природного приросту населення, у поєднанні з періодичними масовими припливами біженців, перетворив середній баланс між населенням і водою в першій половині цього століття в хронічний дисбаланс у другій половині. Більшість експертів вважають, що країни з споживанням води нижче 1000 кубічних метрів на рік (на душу населення), є вододефіцитними. До 2025 року, якщо нинішні тенденції збережуться, водопостачання на душу населення впаде з нинішніх 200 кубічних метрів на людину до 91 кубічного метра, що віднесе Йорданію до категорії країн, що мають абсолютну нестачу води.

## Промисловість
За класифікацією Світового банку Йорданія належить до країн «з рівнем доходів вищим за середній». Йорданський ринок вважається одним із найбільш розвинених арабських ринків за межами країн Перської затоки. Йорданія займає 18-те місце у світі за Індексом розвитку роздрібної торгівлі (2012) і входить до 30 найпривабливіших роздрібних ринків у світі. Країна входить до 20 найдорожчих для проживання країн світу (2010) та є найдорожчою серед арабських країн. Йорданія є членом Світової організації торгівлі з 2000 року. За даними Global Enabling Trade report (2009), Йорданія займає 4-те місце в арабському світі (після ОАЕ, Бахрейну та Катару) за сприятливістю умов для розвитку торгівлі. У грудні 2001 року Йорданія і США підписали Угоду про вільну торгівлю.
На промисловий сектор, який включає в себе видобуток копалин, виробництво енергії, будівництво, припадає близько 30,1 % валового внутрішнього продукту (2012). Більше 20 відсотків робочої сили країни, як повідомляється, зайнято у промисловості (2012). Основними промисловими продуктами є калійні солі, фосфати, фармацевтичні препарати, цемент, одяг, добрива.
Найперспективнішим сегментом промисловості є будівництво. В останні кілька років різко зріс попит за житло та офіси іноземних компаній, що базуються в Йорданії. Виробничий сектор виріс (майже до 20 відсотків від ВВП до 2005 року) значною мірою в результаті угоди про вільну торгівлю між США і Йорданією (2001); угода призвела до створення з приблизно 13 промислових зонах по всій країні. У промислових зонах, які забезпечують безмитний доступ на ринок США, виробляють в основному товари легкої промисловості, особливо готовий одяг. До 2010 року на промислові зони припадало майже 1,1 млрд дол США в експорті.

Арабський газопровід

Угода про вільну торгівлю (FTA) Йорданії з США — перша в арабському світі — вже зробила США одним із найзначніших ринків для Йорданії.
Експорт калійних солей і фосфатів досяг 1 млрд $ в 2008 році. Інші важливі галузі промисловості включають фармацевтичні препарати, (експорт — 435 млн $ в 2007 році), текстиль (1,19 млрд $ в 2007 році). Хоча вартість промислового сектора Йорданії висока, королівство стикається з низкою проблем. Тому що країна залежить від імпорту сировини, економіка є чутливою до цінових коливань. Брак води і електроенергії також ускладнюють послідовний розвиток економіки. Незважаючи на ці проблеми, економічна відкритість Йорданії і давні добрив і фармацевтичної промисловості слід продовжувати надавати тверду джерело іноземній валюті.
Йорданія має безліч промислових зон і особливих економічних зон, спрямованих на збільшення експорту і перетворення Йорданії на промислового гіганта. Спеціальна економічна зона Мафрак орієнтована на логістичну галузь, може стати регіональним логістичним вузлом із повітряним, автомобільним, і залізничним сполученням з сусідніми країнами і в кінцевому рахунку з Європою і країнами Перської затоки. Спеціальна економічна зона Маан сприяє задоволенню внутрішнього попиту і зниженню залежності від імпорту.
Енергетика залишається, найбільшою проблемою для подальшого зростання економіки Йорданії. Відсутність у країні внутрішніх ресурсів вирішується за допомогою інвестиційної програми в галузі. Програма спрямована на скорочення залежності від імпортної продукції з нинішнього рівня (96 %) за допомогою поновлюваних джерела (10 % попиту на енергію) до 2020 року і ядерної енергії (60 % енергетичних потреб до 2035 року). На відміну від більшості своїх сусідів, Йорданія не має значних нафтових ресурсів і значною мірою залежить від імпорту нафти для виконання своїх внутрішніх енергетичних потреб. У 2012 році розвідані запаси нафти склали лише 445 тисяч барелів (70 700 м3). Йорданія видобуває всього 40 тис. барелів на день у 2004 році, але споживається приблизно 103 000 барелів на день (16 400 м3/добу).
Саудівська Аравія в даний час основним джерелом імпортованої нафти; Кувейт та Об'єднані Арабські Емірати (ОАЕ) є вторинними джерелами. В умовах збереження високих витрат на нафту, зріс інтерес до можливості використання величезних сланцевих ресурсів Йорданії, які оцінюються в близько 40 млрд тонн. Зі сланцевих ресурсів Йорданії може вироблятись 28 млрд барелів (4,5 км³) нафти, що дозволяє виробляти близько 100 000 барелів на день (16 000 м3/добу). Запаси сланцю в Йорданії є четвертими за величиною в світі. Нині є кілька компаній, які ведуть переговори з урядом Йорданії про експлуатацію сланцю (Royal Dutch Shell, Petrobras і Eesti Energia).
Природний газ все частіше використовується для задоволення внутрішніх потреб країни в енергії. Йорданія, за оцінками, має запаси природного газу близько 6 млрд кубометрів. У 2012 році в країні було вироблено і спожито приблизно 390 мільйонів кубометрів природного газу. Основні родовища газу розташовані в східній частині країни. Країна імпортує більшу частину свого природного газу через Арабський газопровід, який простягається від терміналу Ель-Аріш у Єгипті до Акаби, а потім на північ Йорданії, де він пов'язує дві великі електростанції. Цей трубопровід Єгипет — Йорданія поставляє Йорданії приблизно 1 млрд кубометрів природного газу на рік. Національна енергетична компанія виробляє більшу частину електроенергії Йорданії (94 %). Загалом у країні споживається майже 8 мільярдів кіловат-годин електроенергії в 2003 році при виробництві тільки 7,5 млрд кВт електроенергії. Виробництво електроенергії в 2004 році виросло до 8,7 млрд кВт·год, але виробництво має продовжувати рости, щоб задовольнити попит, який за оцінками уряду, буде продовжувати зростати приблизно на 5 % на рік. Близько 99 відсотків населення, як повідомляється, мають доступ до електрики.

## Сільське господарство
Незважаючи на зростання виробництва, частка сільськогосподарського сектора в економіки неухильно знижується до 3,1 % відсотка від валового внутрішнього продукту у 2012 році. Близько 2,7 % відсотків робочої сили Йорданії працювало у сільськогосподарському секторі в 2012 році. Найприбутковішим сегментом сільського господарства Йорданії є виробництво плодоовочевої продукції (у тому числі помідори, огірки, цитрусові і банани) в долині річки Йордан. Решта продукції рослинництва, особливо виробництво зернових, залишається нестабільним через відсутність опадів. Рибництво та лісове господарство мають незначний розвиток з точки зору загальної вітчизняної економіки. Рибна промисловість рівномірно розділена між морським і річковим рибництвом; жива вага улову складала трохи більше 1000 тонн у 2012 році. Лісова промисловість ще менша в економічному плані. Приблизно 240 000 кубометрів лісу були вирубані в 2012 році, переважна більшість для дров. 

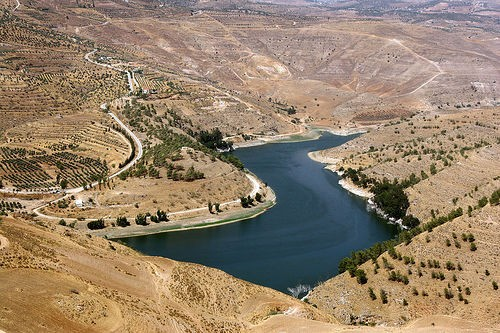
Резервуар короля Талала є найбільшим резервуаром у Йорданії для зберігання прісної води з річки Зарка і очищених стічних вод від Амман-Зарка для зрошення в долині річки Йордан.

Основні сільськогосподарські культури: пшениця, бобові, тютюн, кукурудза, томати, дині, оливки, виноград, цитрусові, банани. Особливу частину сільського господарства посідає вирощування оливок. Менше 10 % земель Йорданії орні, країна залежить від імпорту продовольства.
Пшениця і ячмінь — основні культури, що вирощуються на нагір'ях, де йдуть дощі, а в штучно зрошувальній Йорданській долині вирощують цитрусові, дині та овочі (томати та огірки). Площа пасовищ у Йорданії обмежена, родючості їх вистачає тільки на розведення домашньої худоби, крім того, площі пасовищ були скорочені під олійні та фруктові дерева. Для розширення пасовищного тваринництва були вириті артезіанські колодязі. Розводять в основному овець і кіз, у менших обсягах — велику рогату худобу, верблюдів, коней, ослів, мулів, домашню птицю.

## Транспорт
Транспортний сектор у середньому становить до 10 % до ВВП Йорданії, (2,14 млрд $ в 2007 році). Державна авіаційна компанія Йорданії — Royal Jordanian Airlines — у 2012 перевезла близько 1,3 млн пасажирів, вона має в своєму розпорядженні 16 літаків і виконує більше 100 рейсів на тиждень. Найбільший аеропорт країни — Міжнародний аеропорт імені королеви Алії — розташований у 40 км на південь від Аммана, другий міжнародний аеропорт знаходиться в Акабі. У 2011 році через всі аеропорти країни пройшло 9,8 млн пасажирів.
Використовувана Йордано-Хіджазська залізниця йде від Дера до Амману і далі на Південь до Маану. «Aqaba Railway Corporation» управляє ділянкою дороги від Ель- Акаби до Батна -ель- Гула, де з'єднується з хіджаз- йорданської дорогою.
Довжина залізниць Йорданії менше 700 км. Йорданія має мережу головних, другорядних і сільських доріг, практично всі вони мають тверде покриття. Будівництво та ремонт автодоріг покладено на Міністерство громадських робіт. Дороги пов'язують не тільки йорданські міста, а й королівство з сусідніми країнами. Одна з головних транспортних артерій — шосе Амман — Ер- Рамта з'єднує Йорданію і Сирію. Шосе Амман- Маан — Ель- Акаба веде до моря. Від Акабского шосе йде відгалуження на Ель — Мудаввара і далі до Саудівської Аравії. На шосе Амман- Єрусалим припадає основний потік туристів.
Royal Jordanian Airlines — офіційна державна авіакомпанія пов'язує Йорданію з усім світом. У 1983 р. був відкритий міжнародний аеропорт «Королева Алія» в Ель-Джиз на південь від Аммана. Амман і Ель-Акаба розташовують меншими міжнародними аеропортами.

## Сфера послуг
На сферу послуг у 2012 році припадало 68,8 % ВВП. У цій сферу було зайнято 77,4 % трудових ресурсів (2007).
Стан туристичної галузі по праву вважається нижчим за потенційний, особливо враховуючи багату історію країни, стародавні руїни, середземноморський клімат. Більше 5 мільйонів відвідувачів відвідали Йорданію у 2004 році (1,3 млрд дол США в доходах). Сектор знаходиться під контролем Національної стратегії уряду по туризму (НТС), яка була створена в 2004. НТС спрямована подвоїти доходи від туризму і збільшити кількість робочих місць. Стратегія визначає сім пріоритетів або нішевих ринків:
- культурна спадщина (археологія)
- релігія
- екотуризм
- здоров'я, пригоди
- зустрічі
- стимули
- конференції
- виставки, круїзи.

Згідно з недавнім прес-релізом Arabian Travel Market, доходи від туризму в Йорданії в 2012 році досягли 3,47 млрд $. Це свідчить про збільшення надходжень від туризму (порівняно з 2011 роком) на 15,3 % (на 347 млрд доларів США в економіку). За даними Центрального банку Йорданії, збільшення туристичних доходів відбулося завдяки відвідувачам з Іраку, Лівії та США зокрема.
Угода про асоціацію ЄС та Йорданією підписана у листопаді 1997 року, набрала чинності 1 травня 2002 року. Вона поступово встановлює зони вільної торгівлі між ЄС та Йорданією протягом 12 років. Крім того, Угода про подальшу лібералізацію сільськогосподарської продукції набула чинності в 2007 році. Після Саудівської Аравії, ЄС є другим торговим партнером Йорданії — з загальним обсягом торгівлі на суму близько 3,8 млрд € в 2012 році. У 2012 році ЄС був другим джерелом імпорту Йорданії і п'ятим по експорту. Йорданія є 63-м торговим партнером ЄС.

## Основні економічні показники
| Економічні показники                         | |
| -------------------------------------------- | --- |
| ВВП (за паритетом купівельної спроможності)  | 39,29 млрд $ (2012) 38,22 млрд $ (2011) 37,25 млрд $ (2010) |
| ВВП (за офіційним обмінним курсом)           | 31,21 млрд $ (2012) |
| ВВП — реальний темп зростання                | 2,8 % (2012) 2,6 % (2011) 2,3 % (2010) |
| Національні валові заощадження               | 6,2 % ВВП (2012) 12,6 % ВВП (2011) 19,6 % ВВП (2010) |
| ВВП за кінцевим використанням                | Споживання домогосподарствами: 73,6 % Державне використання : 21,8 % Інвестиції в основний капітал: 25,9 % Інвестиції в запаси: −1,6 % Експорт товарів і послуг: 44,7 % Імпорт товарів і послуг: −64,4 % (2012) |
| ВВП за секторами економіки                   | Сільське господарство: 3,1 % Промисловість: 30,1 % Сфера послуг: 66,8 % (2012) |
| Кількість населення за межею бідності        | 14,2 % (2002) |
| Трудові ресурси                              | 1,835 млн (2012) |
| Трудові ресурси за секторами економіки       | Сільське господарство: 2,7 % Промисловість: 20 % Сфера послуг: 77,4 % (2007) |
| Рівень безробіття                            | 12,5 % (2012) 12,3 % (2011) Примітка: офіційний рівень, неофіційний — близько 30 % |
| Безробіття (15—24 роки)                      | Загальне: 29,9 % Чоловіки: 26,2 % Жінки: 46,8 % (2011) |
| Доходи домогосподарств та частка споживання  | Найнижчі 10 %: 3,4 % Найвищі 10 %: 28,7 % (2010) |
| Розподіл сімейного доходу — Коефіцієнт Джині | 39,7 (2007) 36,4 (1997) |
| Інвестиції (валові заощадження)              | 25,9 % ВВП (2012) |
| Бюджет                                       | Доходи: 6,668 млрд $ Витрати: 9,678 млрд $ (2012) |
| Податки та інші доходи                       | 21,4 % ВВП (2012) |
| Профіцит бюджету (+) або дефіцит (-)         | −9,6 % ВВП (2012) |
| Державний борг                               | 75 % ВВП (2012) 70,7 % ВВП (2011) |
| Рівень інфляції                              | 4,8 % (2012) 4,4 % (2011) |
| Ринкова вартість державних акцій             | 27 млрд $ (31 грудня 2012 року) 27,18 млрд $ (31 грудня 2011 року) 30,86 млрд $ (31 грудня 2010 року) |
| Сільськогосподарські продукти                | Цитрусові, помідори, огірки, оливки, полуниця, кісточкові; вівці, домашня птиця, молочні продукти |
| Промислові товари                            | Одяг, добрива, фосфати, фармацевтика, цемент, неорганічні хімічні речовини, легка промисловість, туризм |
| Темпи промислового виробництва               | 0,8 % (2012) |
| Сальдо рахунку поточних операцій             | −3,359 млрд $ (2012) −2,871 млрд $ (2011) |
| Експорт                                      | 7,897 млрд $ (2012) 8,018 млрд $ (2011) |
| Експорт товарів                              | Одяг, калійні та фосфатні добрива, овочі, лікарські препарати |
| Експорт (країни)                             | США 16,6 %, Ірак 15,1 %, Саудівська Аравія 11 %, Індія 10,5 %, Індонезія 4,2 % (2012) |
| Імпорт                                       | 18,4 млрд $ (2012) 16,85 млрд $ (2011) |
| Імпорт товарів                               | Сира нафта, машини, транспортне обладнання, залізо, крупи |
| Імпорт (країни)                              | Саудівська Аравія 23,6 %, Китай 9,4 %, США 6,7 %, Італія 4,7 %, Туреччина 4,6 % (2012) |
| Резерви іноземної валюти та золота           | 8,829 млрд $ (31 грудня 2012 року) 12,11 млрд $ (31 грудня 2011 року) |
| Зовнішній борг                               | 17,71 млрд $ (31 грудня 2012 року) 17,63 млрд $ (31 грудня 2011 року) |
| Фонд іноземних інвестицій                    | 24,33 млрд $ (31 грудня 2012 року) 22,92 млрд $ (31 грудня 2011 року) |
| Курс валют                                   | Йорданські динари (JOD) до долару США: 0,709 (2012) 0,709 (2011) 0,71 (2010) 0,709 (2009) 0,709 (2008) |